# Джгердинцы
Джгердинцы — один из субэтносов абхазов, в прошлом немногочисленное абхазское племя.

## Общие сведения
Происхождение наименования пока не установлено.
Говорили на абжуйском диалекте абхазского языка, с которыми ранее жили в непосредственной близости.
До начала их мухаджирства, то есть до 1867 года, племя Джгердинцы проживало а Абхазии, в селениях между реками Кодор и Охурей.
Теперь джгердинцы изредка встречаются среди абхазской диаспоры в Турции, где проживает их подавляющее большинство. Также проживают в селе Джгерда и в окрестных селениях.